# Garda Colli Mantovani Pinot Bianco
Il Garda Colli Mantovani Pinot Bianco è un vino DOC la cui produzione è consentita nella provincia di Mantova.

## Caratteristiche organolettiche
- colore: giallo paglierino
- odore: delicato, caratteristico
- sapore: pieno, morbido e armonico

## Produzione
Provincia, stagione, volume in ettolitri
- nessun dato disponibile